# Breaking the Fourth Wall
Breaking the Fourth Wall is een livealbum/-video van de progressieve-metalband Dream Theater. Het is een registratie van een optreden tijdens de 'Along for the Ride Tour' om het album Dream Theater te promoten.

## Geschiedenis
De promotietournee begon op 15 januari 2014 en eindigde op 30 oktober van datzelfde jaar. De tournee was onderverdeeld in vijf delen, achtereenvolgens in Europa, Noord-Amerika, wederom Europa, Zuid-Amerika, en Zuidoost-Azië/Japan/Australië. In totaal speelde Dream Theater tijdens deze toer 97 concerten.
Tijdens de tournee was er een vast programma, in tegenstelling tot eerdere tournees van de band, waar de nummers per concert konden verschillen. Alleen bij festivals of technische problemen werd van het programma afgeweken. Naast een aantal nummers van het laatste album werd ook de gehele B-kant van Awake gespeeld, omdat dit album twintig jaar daarvoor was uitgebracht. Van Metropolis, Pt. 2: Scenes from a Memory, dat vijftien jaar eerder was uitgekomen, werden ook een aantal nummers gespeeld.
Het opgenomen concert vond plaats op 25 maart 2014 in het Boston Opera House. Bij dit concert werd de band vanaf het nummer Illumination Theory vergezeld door het koor en orkest van het Berklee College of Music. Bandleden John Petrucci en John Myung, alsmede medeoprichter maar inmiddels vertrokken drummer Mike Portnoy, hebben hier hun opleiding gevolgd.
Het album werd uitgegeven in verschillende formaten:
- dubbel-dvd
- download (mp3-album)
- blu-ray
- blu-ray + driedubbel-cd (exclusief via eigen verkoopkanaal)

## Nummers
De blu-ray bevat de nummers van beide dvd's.

### Dvd

#### Schijf 1
1. The enemy inside
2. The shattered fortress
3. On the backs of angels
4. The looking glass
5. Trial of tears
6. Enigma machine (met drumsolo van Mike Mangini)
7. Along for the ride
8. Breaking all illusions

#### Schijf 2
1. The mirror
2. Lie
3. Lifting shadows off a dream
4. Scarred
5. Space-dye vest
6. Illumination theory
7. Overture 1928
8. Strange déjà vu
9. The dance of eternity
10. Finally free

### Cd

#### Schijf 1
1. The enemy inside
2. The shattered fortress
3. On the backs of angels
4. The looking glass
5. Trial of tears
6. Enigma machine (met drumsolo)
7. Along for the ride
8. Breaking all illusions

#### Schijf 2
1. The mirror
2. Lie
3. Lifting shadows off a dream
4. Scarred
5. Space-dye vest
6. Illumination theory

#### Schijf 3
1. Overture 1928
2. Strange déjà vu
3. The dance of eternity
4. Finally free

### Bandleden
- James LaBrie – zang
- Mike Mangini – drums
- John Myung – basgitaar
- John Petrucci – gitaar
- Jordan Rudess – keyboard, lapsteelgitaar en continuüm
- Koor en orkest van Berklee College of Music vanaf Illumination Theory
- Eren Başbuğ - dirigent, arrangeur voor het orkest